# Isi Glück

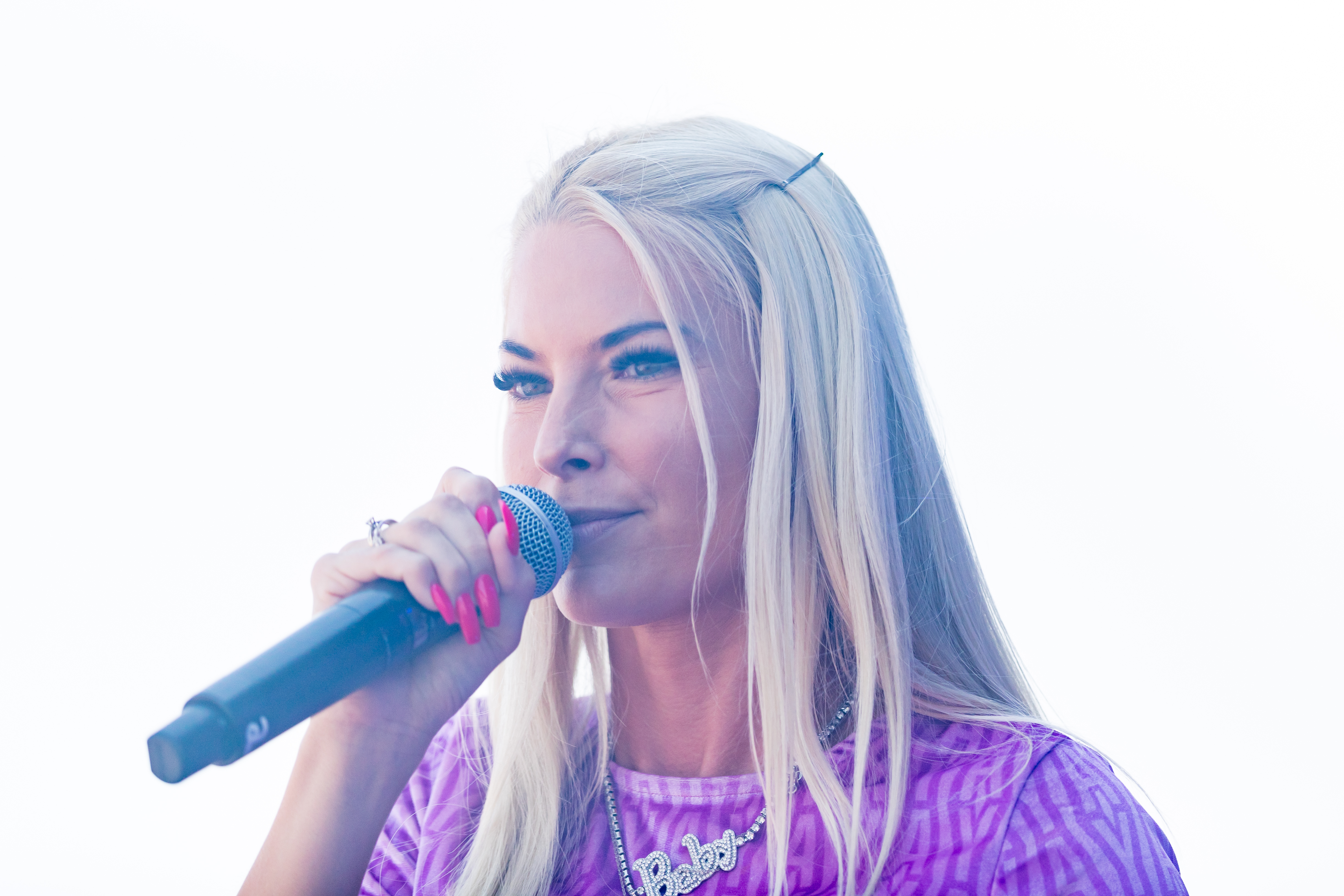
Isi Glück (2022)

Isi Glück (* 11. Februar 1991 als Isabel Gülck in Elmshorn; bürgerlich Isabel Buder-Gülck) ist eine deutsche Partyschlagersängerin und Schönheitskönigin. Seit 2017 tritt sie regelmäßig im Megapark auf Mallorca und im Winter im Kuhstall in Ischgl auf.

## Leben
Isabel Gülck wuchs mit einem Bruder auf. Nach dem Besuch der Grundschule in Kiebitzreihe machte sie an der Jacob-Struve-Schule in Horst ihren Realschulabschluss. Sie betrieb acht Jahre Cheerdance (zum Cheerleading gehörendes Tanzen), absolvierte eine Ausbildung als Sport- und Fitnesskauffrau und begann eine zweite zur Versicherungskauffrau im Maklerbüro ihres Vaters. Im November 2011 wurde sie Zweite bei der Wahl zur Miss Osnabrück und war damit für drei Landeswahlen qualifiziert: Miss Norddeutschland, Miss Niedersachsen und Miss Ashampoo. Mit dem Gewinn der letzteren gelangte sie unter die 23 Kandidatinnen der Wahl zur Miss Germany, bei der sie im Februar 2012 im Europa-Park Rust zur Siegerin gekrönt wurde. Sie brach die weitere Ausbildung ab und hatte als Miss Germany rund 200 Auftritte. Anschließend machte sie ein Volontariat zur Fernsehredakteurin im Boulevardbereich. Ihren ersten Gesangsauftritt auf Mallorca hatte sie zur Saisoneröffnung am 14. Mai 2017 im Megapark. 2025 erschien sie in der Augustausgabe des deutschen Playboy.
Glück heiratete nach neun Jahren Beziehung 2016 den Zimmerer Mario Buder und lebte mit ihm in ihrem Heimatort Horst. Das Ehepaar nahm den Doppelnamen Buder-Gülck an. Die Ehe scheiterte mit ihrem Wechsel zum Ballermann. Im April 2018 machte sie ihre Beziehung zu Carlos Lucio, dem damaligen Geschäftsführer des Megapark, öffentlich und zog im selben Jahr ganz nach Mallorca. 2019 heiratete sie ihre neue Liebe. Die Hochzeit wurde in den TV-Serien Goodbye Deutschland! Die Auswanderer und Zwischen Tüll und Tränen gezeigt.

## Fernsehauftritte
Glück bewarb sich 2011 für das Casting-Format Katze sucht Katze innerhalb der Doku-Soap Daniela Katzenberger – natürlich blond. Sie nahm an allen neun Folgen teil und wurde Fünfte. Anschließend war sie Teilnehmerin eines Castings zur siebten Staffel von Germany’s Next Topmodel. Im Juli 2025 wurde bekannt, dass Glück Jurorin der 22. Staffel der Castingshow Deutschland sucht den Superstar sein wird.
- 2011: Daniela Katzenberger – natürlich blond (VOX, Kandidatin in Staffel 2, Folgen 11–19)
- 2012: Germany’s Next Topmodel (ProSieben, Kandidatin im Vorcasting)
- 2012: Verstehen Sie Spaß? (Das Erste, Opfer und Gast)[15]
- 2012: TV Total (ProSieben, Gast)
- 2019: stern TV (RTL, Protagonistin in Reportage)[1]
- 2020: Goodbye Deutschland! Die Auswanderer (VOX, Protagonistin)[16]
- 2020: Zwischen Tüll und Tränen (RTL+/VOX, Protagonistin)[17]
- 2020: Ninja Warrior Germany (RTL, Kandidatin im Promi-Special)
- 2021: CoupleChallenge (RTL+, Kandidatin)
- 2024: Kampf der Realitystars (RTL Zwei, Kandidatin)
- 2024: RTL Wasserspiele (RTL, Kandidatin)
- 2024: We love Mallorca (ProSieben, Protagonistin)
- 2025: Hast Du Töne? (Sat.1, Kandidatin)

## Diskografie
Alben
- 2025: Alles Isi

Singles

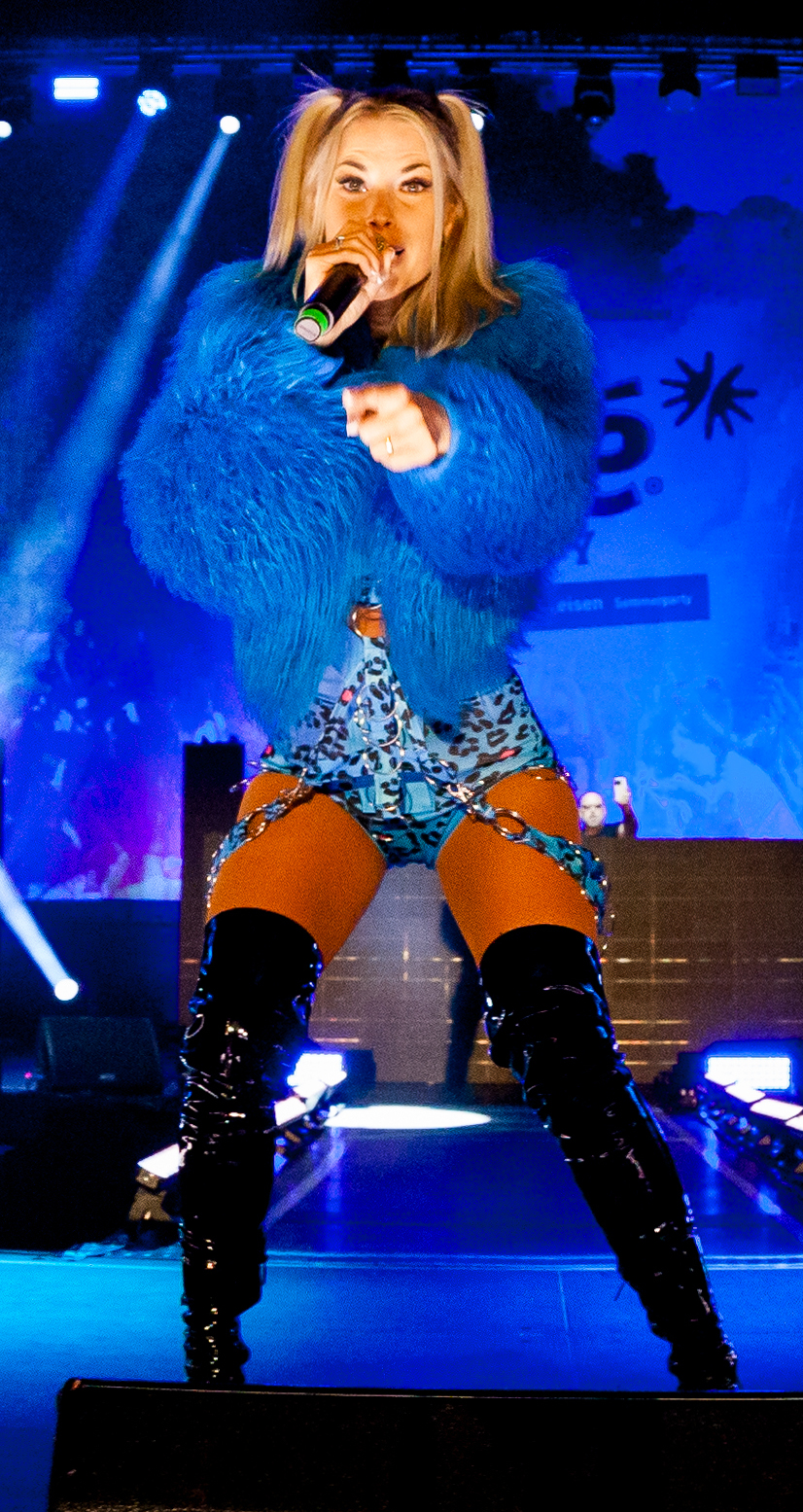
Isi Glück (2023)

- 2017: Ich will zurück zu Dir (Hände hoch Malle)
- 2017: 13 Tage
- 2017: Ein kleines bisschen küssen
- 2017: Der kleine Haifisch
- 2018: Die Kinder von Malle (mit Bianca Hill)
- 2018: Das Leben ist ne Party
- 2019: Die Party sind wir
- 2019: Homegirls
- 2019: Wir sind alle da
- 2019: Lichtermeer
- 2020: Tok Tok Tok
- 2020: Ballerina (Mallorca wo die Liebe begann) (mit Honk!)
- 2020: Chica Style
- 2021: Geile Zeit
- 2021: Derbe am Feiern
- 2021: Für immer auf Mallorca (mit Julian Benz & DJ Mico)
- 2021: Die Berge über uns (mit Ikke Hüftgold)
- 2022: Bis die Sonne wieder lacht
- 2022: Ich feier das (mit Mütze Katze)
- 2022: Knicklicht
- 2022: Hurra das ganze Dorf ist da (mit Dorfrocker)
- 2022: Nachtaktiv
- 2022: Nimm mich mit ins Paradies (mit Julian Benz)
- 2022: Kaleidoskop
- 2023: Mein Leben ist ein Club
- 2023: Ich schieß mich weg (mit Micha von der Rampe)
- 2023: Delfin (mit Honk!)
- 2023: So viel gemeinsam
- 2023: Hey DJ pump den Bass (mit Julian Benz)
- 2023: Mallorca mein Löwe mein Bär (mit Honk! & Kreisligalegende)
- 2023: Weihnachtsmann & Co. KG
- 2023: Filmriss (mit Ikke Hüftgold)
- 2024: Ninja Samurai Party Fighter
- 2024: Mit alles (mit Fette Party)
- 2024: Mallearen (#19 der deutschen Single-Trend-Charts am 3. Mai 2024[19])
- 2024: Oberteil (mit Marc Eggers)
- 2024: Finale (mit Calvin Kleinen & Kreisligalegende)
- 2024: Heimlich am Strand (mit Calvin Kleinen)
- 2024: Mallekind (mit Julian Benz)
- 2024: Regenbogen (mit Felix Harrer & Honk!)
- 2024: Halt ma’ mein Bier
- 2025: Malle ist bei mir das ganze Jahr
- 2025: Chaos im Kopf (mit Le Shuuk)
- 2025: Bux Bunni (mit Julian Sommer)

Gastbeiträge
- 2017: Was immer bleibt (Darius & Finlay feat. Isi Glück)
- 2019: Eine Liebe (Mallorca Allstars: Isi Glück, Ikke Hüftgold, Almklausi, Lorenz Büffel, Carolina & Honk!)
- 2021: Ich klaue deine Party (BroyS feat. Isi Glück)
- 2022: Nichts auf der Welt (Mallorca Allstars: Isi Glück, Ikke Hüftgold, Carolina, Honk!, Stefan Stürmer, Julian Benz, Matty Valentino, Kreisligalegende, Matusa, Malin Brown, DJ Biene, DJ One Ear & DJ Robin)
- 2022: Bock (OBS feat. Isi Glück & Madmess)